# Набережна Тараса Шевченка
Набережна Тараса Шевченка (рос. Набережная Тараса Шевченко) — набережна на правому березі річки Москва в муніципальному окрузі Дорогомілово Західного адміністративного округу міста Москви.
Набережна розташована між Бородинським і Дорогоміловським мостами, пролягає під Смоленським метромостом, Новоарбатським мостом і мостом «Багратіон». На набережну виходить Український бульвар і вулиця Київська.

## Походження назви
Набережна отримала назву в 1961 році в зв'язку з всесоюзним відзначенням століття від дня смерті великого українського поета Тараса Шевченка.
Раніше частина набережної, між Бородинським мостом і Дорогоміловським валом називалася Дорогоміловською набережною на Дорогоміловській ямській слободі у місцевості Дорогомілово.

## Історія
Дорогоміловська набережна виникла в середині XIX століття, коли біля Бородинського мосту з'явилось декілька дерев'яних осель. Далі берегом тянгнулись луки і пустирища; на захід від гирла Пресні ще в XIX столітті було збудовано Трьохгорний пивоваренний завод (зараз завод імені Бадаєва). Набережна доходила приблизно до сучасного Українського бульвару.
До 1952 року початкова частина набережної біля мосту називалася вулицею Бережки. Систематична забудова фасаду набережної між Дорогоміловським і Новоарбатським мостами велася у 1950-і роки, всередині кварталів — у 1970-і роки.
1961 року набережну було подовжено до Київської вулиці. А 1964 року в сквері перед готелем «Україна» був встановлений пам'ятник Тарасові Шевченку.

## Визначні будівлі та споруди
- № 1/2 — 12-поверховий житловий будинок (1952, арх. З. М. Розенфельд, А. Б. Гурков);
- № 1, корп. 1 — 10-поверховий житловий будинок з баштою (1954);
- № 3-7 — Комплекс житлових будинків (1958, арх. Л. М. Поляков);
- Готель «Україна» (1950–57, арх. А. Г. Мордвинов);
- офісний центр-34-поверховий хмарочос «Башня 2000» (2001);
- Пам'ятник Тарасові Шевченку (1964, скульптори М. Грицюк, Ю. Синькевич, А. Фуженко та архітектори А. Сницарев і Ю. Чеканюк) у сквері перед готелем «Україна».

## Транспорт
- Метро: на відстані 300 метрів від початку набережної — станція метро «Київська», а на відстані 300 метрів від кінця — «Кутузовська», за мостом «Багратіон» — станція «Діловой центр».
- Автобус: ділянкою на початку набережної (від Бородинського до Новоарбатського мосту) рухаються автобуси № 91 і 157 (лише в бік Новоарбатського мосту).

## Галерея

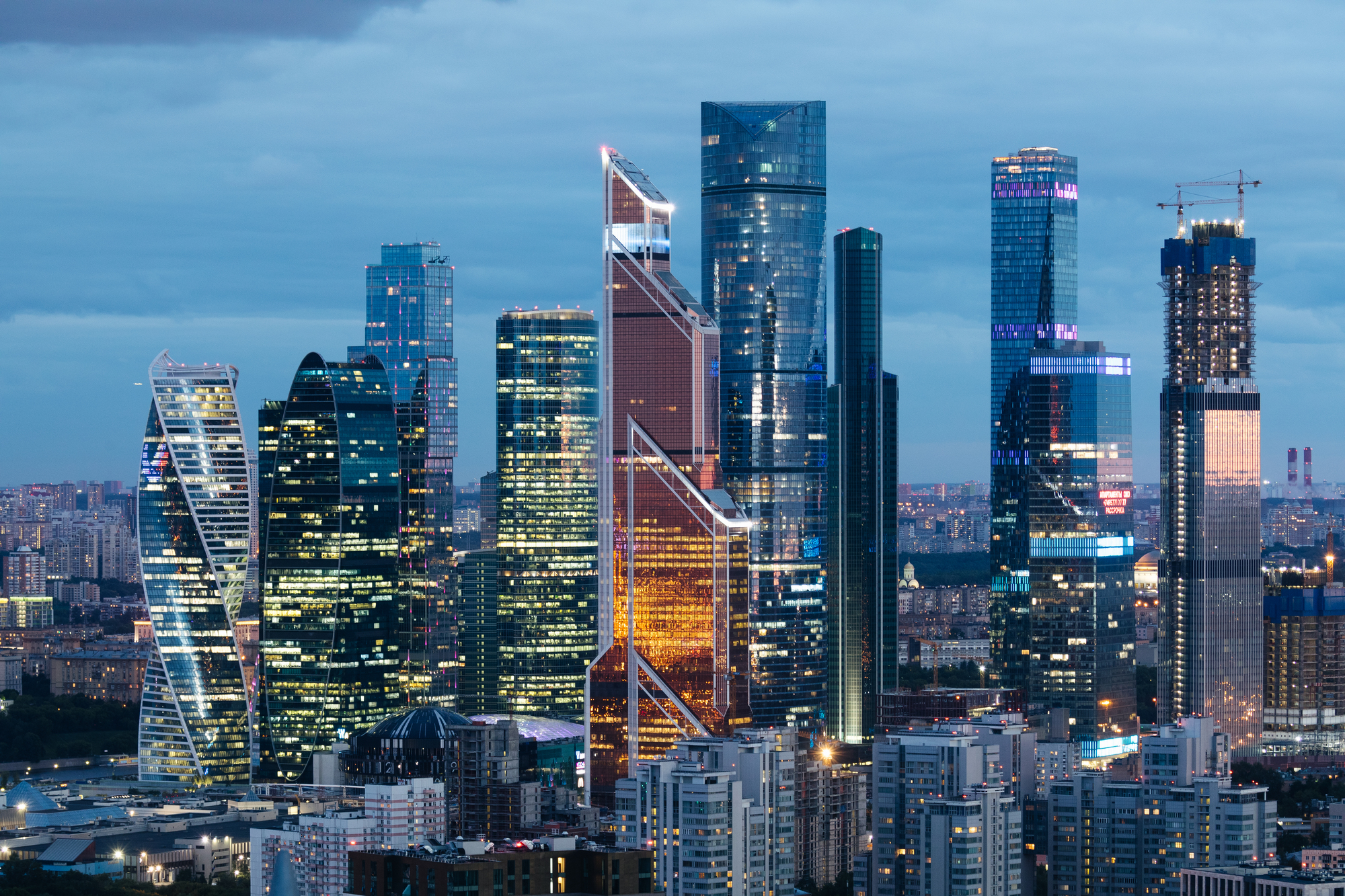
Москва-Сіті
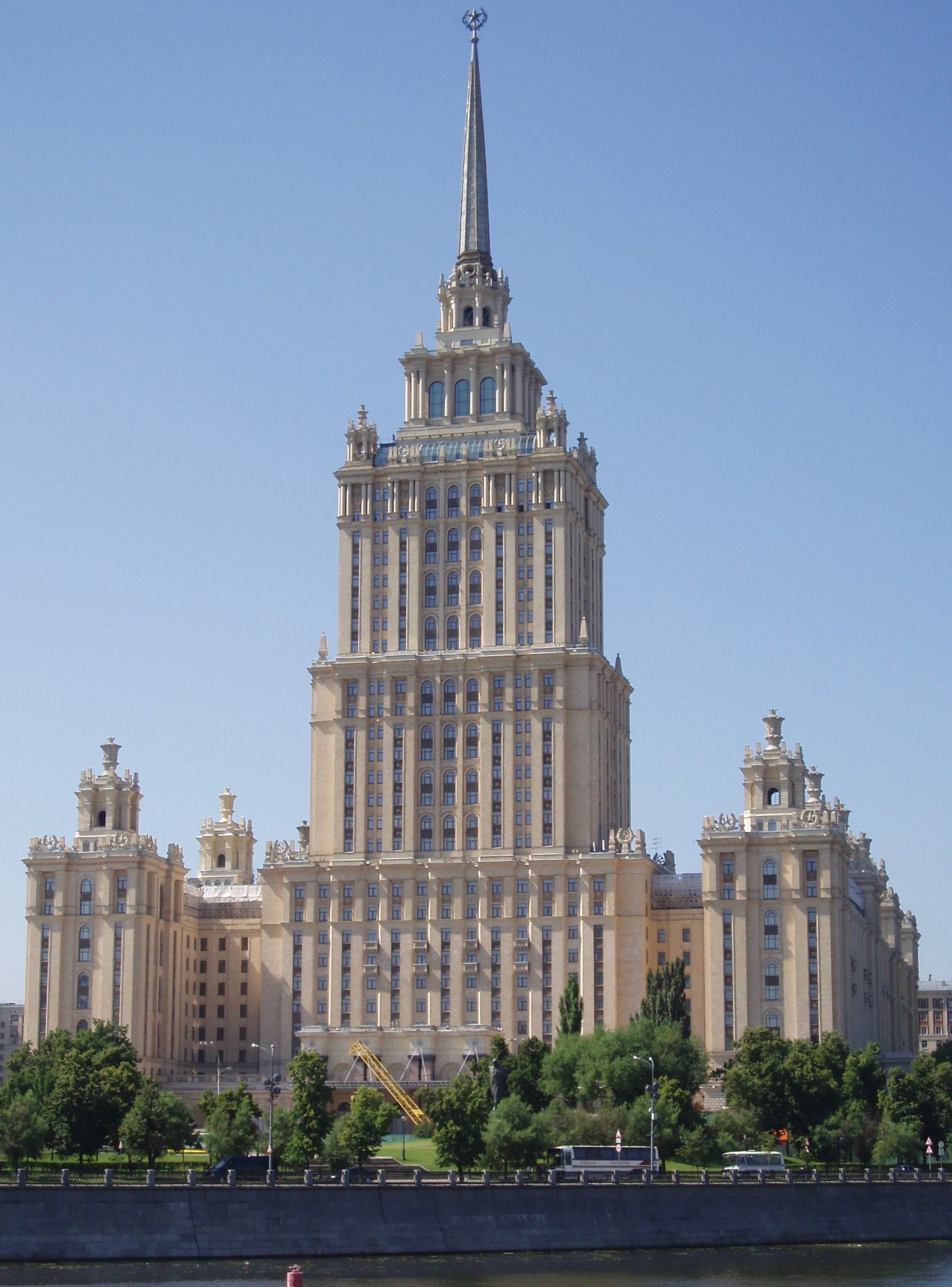
Готель «Україна»
Пам'ятник Тарасові Шевченку

## Див. тж
- Вулиця Шевченка